# مارسيال سولانا غونزاليس كامينو
مارسيال أوغوستو غوستينو سولانا غونزاليس كامينو، (1880–1958)، باحث وكاتب وسياسي إسباني. اشتُهر بأنه مؤرخ للفلسفة ومؤلف لعمل ضخم عن مفكرين إسبان من القرن السادس عشر، على الرغم من أنه ساهم أيضًا في التاريخ ونظرية القانون واللاهوت. في السياسة، يُعترف به بشكل أساسي كمنظّر تقليدي للدولة، بصرف النظر عن نضاله المتواضع داخل النزعة التكاملية والكارلية. كان نشطًا طوال حياته أيضًا في العديد من المنظمات الكاثوليكية العلمانية.
تسجّلت عائلة سولانا لأول مرة في القرن الثالث عشر، وعاشت في قرية تقع حاليًا على مشارف سانتاندير أعضاء من المحلية، تمت الإشارة إلى ممثليها في وقت لاحق عدة مرات كموظفين مدنيين ودينيين في المنطقة. في منتصف القرن الثامن عشر، كان سولانا يشغل منصب عمدة في حي سوكابارغا؛ كان أول من استقر في فيلايسكوزا المجاورة هو الجد الأكبر لمارسيال، روكي دي سولانا ريو. في أوائل القرن التاسع عشر كان يمتلك بالفعل عددًا من العقارات في المقاطعة وترقّى إلى منصب نائب كورتيس في العشرينيات من القرن التاسع عشر. ابنه، بيدرو سولانا كولادو (1801-1868)، خدم كعقيد مشاة وانحاز إلى كارليست أثناء الحرب الكارلية الأولى. كان منفيًا، في أربعينيات القرن التاسع عشر عاد بعد العفو، لكنه شارك في مؤامرة كارليست عام 1855. ضاعف ابنه ووالد مارسيال، مارسيال روفو سولانا غونزاليس كامينو (1847-1885)، ثروة الأسرة عبر تجارته في الطحين في كوبا؛ عند عودته إلى إسبانيا عام 1879 تزوج من ابنة عمه، إلفيرا إيرين غونزاليس كامينو دي فيلاسكو (1861-1939)، من سلالة لعائلة برجوازية كانتابريا ميسورة الحال.

## العائلة والشباب
كان هناك العديد من أسلاف كارليست في عائلة سولانا. خدم جده في القوات الشرعية خلال الحرب الكارلية الأولى، بينما كان عمه الأكبر فرناندو فرنانديز دي فيلاسكو نائبًا من كارليست في الستينيات من القرن التاسع عشر وجنديًا أثناء الحرب الكارلية الثالثة. في أواخر الثمانينيات من القرن التاسع عشر، انحاز كلاهما إلى فرع إنتيغريست الانفصالي، وانضم إليه خال مارسيال، خوسيه زامانيلو مونريال، الذي أصبح في التسعينيات من القرن التاسع عشر زعيم التكامل في كانتابريا. في غياب والده الراحل، كان فيلاسكو وزامانيلو هما اللذان شكلا مارسيال وفقًا لنمط التكامل. في البداية لم ينخرط في السياسة ومنذ السنوات الأكاديمية أصبح نشطًا جدًا في المبادرات الكاثوليكية؛ أيضًا بعد عودته من مدريد إلى سانتاندير استمر سولانا في نفس المسار.
في عام 1908 تمت الإشارة إلى سولانا على أنه متحدث عام. وفي عام 1910 انتُخب ألكالدي لاكونشا، المعروف لفرضه غرامات على الإساءة إلى الدين والأخلاق. في عام 1910 أيضًا ترشح كممثل لها ومرشحًا كاثوليكيًا في الكورتيس، بعد أن فقد سولانا ظل نشطًا كمتحدث محلي. في انتخابات 1914، وافق في البداية على الترشح كمرشح كاثوليكي، ولكن لا توجد معلومات عنه في الواقع. في عام 1916 تنافس كمرشح كاثوليكي مشترك مدعومًا أيضًا من قبل الموريستاس والمحافظين وبرز منتصرًا. في فترة ولايته التي تبلغ عامين، عُرف سولانا فقط بقيامه بتعديلات الميزانية لصالح الكنيسة. لا توجد معلومات عن وقوفه في حملة عام 1918، على الرغم من أنه في تلك الحملة أُبلغ عنه في البداية على أنه مرشح. في عام 1920، لوحظ أنه شارك في اجتماع انتخابي دون أي معلومات تتعلق بانتخابات عام 1923.
في أواخر العقد الأول من القرن العشرين، ظهر سولانا بين الناشطين على الصعيد الوطني، في العشرينيات من القرن الماضي بدأ في نشر المقالات على الصفحة الأولى في صحيفة إنتيغريست. محليًا كان عضوًا في مقاطعة سانتاندير العسكرية ورئيس المجلس العسكري المحلي، ترأس جلسات الحزب المحلية وظهر في التجمعات العامة على حد سواء؛ في أوائل العشرينات من القرن الماضي، بدأ سلسلة أخرى كرئيس لبلدية فيلياسكوسا. عندما أدى انقلاب بريمو دي ريفيرا إلى توقف الحياة السياسية، انسحب سولانا إلى العمل العلمي، وحصر نفسه علنًا على الأنشطة الكاثوليكية.

## الفيلسوف
كرّس سولانا معظم اهتمامه الأكاديمي للفلسفة وعلى الرغم من أنه أجرى محاولات أخرى معظمها في اللاهوت، إلا أنه برع كمؤرخ. السؤال الذي يكمن وراء معظم جهوده هو حول وجود فيلوسوفيا إيسبانيولا، وهي فئة تحمل سمات خاصة بالمملكة الإسبانية. كانت إجابته بالإيجاب. وقد تأسست على صياغة نهج فلسفي إسباني على وجه التحديد في القرن السادس عشر، ويعزى ذلك إلى سماتها العائدة لخوان لويس فيفيس، وفرانشيسكو دي فيتوريا، وفرانسيسكو سواريز، ودومينغو دي سوتو. تألفت من العديد من الاتجاهات، ومع ذلك كانت الأساس في المدرسة المتأخرة الممتدة بين سواريسمو وفيفسمو؛ أدت إلى ظهور عدد من التيارات التي كان من شأنها أن تدعم الفلسفة الإسبانية فيما بعد، بما في ذلك المنطق، القانون الطبيعي، قانون العقوبات، القانون الدولي، الأنطولوجيا وتجميعها.
اقترب سولانا من تراث العصر الذهبي إلى حد كبير بطريقة مينينديزبيليستا، باعتبارها مظاهر متعددة الجوانب للأرثوذكسية في مواجهة الهرمية حتى القرن التاسع عشر، والتي تجسدت في أعمال لويس دي لوسادا وجايمي بالميس وسيفيرينو جونزاليس. لقد نظر إلى جوهر الفلسفة الإسبانية الأصلية في الوحدة مع اللاهوت، الإخلاص للقيم الكاثوليكية والنهج التركيبي الشامل.  فضّل الميتافيزيقيا ونظرية المعرفة على الفروع الأخرى؛ الأسماء المقتبسة في أعماله في أغلب الأحيان هي أسماء الأكويني ومينينديز بيلايو. من الناحية المقابلة كان المفكرون الليبراليون، حتى المبدعون منهم، وإشاراته إلى أونامونو أو أورتيغا نادرة للغاية؛ وبالمثل أبدى اهتمامًا قليلًا بالفلاسفة الأجانب.
أنتج سولانا نحو 60 عملًا متعلقًا بالفلسفة واللاهوت، معظمها أعمال ثانوية. أما مؤلفه العظيم، لم يكن فقط حول الفلسفة، بل كان عملًا ضخمًا مكون من 3 مجلدات كُتب في 1928-1933 ونُشر في عام 1941؛ كان نقطة انطلاق نحوه دراسة سابقة عام 1927. عمل ضخم آخر هو معاهدة ضخمة حول الأنظمة القانونية وفقًا لنظرية المعرفة (1925). فيما يلي قائمة بالدراسات متوسطة الحجم عن المفكرين المدرسيين، تليها أعمال أصغر عن المدرسة والتقليديين. نشر سولانا نحو 30 عملًا أصغر عن اللاهوت، بصرف النظر عن العمل التاريخي في مجلس ترينت، تعاملوا مع عقائد الثالوث، الصعود، القربان المقدس وسيادة المسيح.
تتكون نظرية سولانا السياسية من مخطط تقليدي نموذجي ومتجذر في الأعمال التقليدية. الهدف من السياسة هو سوبرانيا سوشيال دي ديوس، بينما الوسيلة هي نظام قائم على ثلاثة مبادئ: الأول هو موناركيا هيرياداتيا. والثاني هو موناركيا تمبلادا، أي صلاحيات ملكية يشرف عليها هيئات جماعية تمثل المجتمع. والثالث هو اللامركزية، أي حكم ذاتي بعيد المدى للكيانات داخل السيادة ومجتمعات منظمة على أساس جغرافي، مهني، وظيفي أو أي أساس آخر. توصف مساهمة سولانا الخاصة بأنها انتقاء العقيدة التقليدية من حيث توقف دي ميلا وتطويرها لمواجهة النظريات الشمولية التي ظهرت في العشرينيات والثلاثينيات من القرن الماضي.